# Portugiesische Badmintonmeisterschaft
Portugiesische Meisterschaften im Badminton werden seit 1956 ausgetragen, ein Jahr später starteten die Mannschaftsmeisterschaften. Neun Jahre später begannen die internationalen Titelkämpfe. Juniorenmeisterschaften sind seit 1990 dokumentiert.

## Die Titelträger
| Saison    | Herreneinzel      | Dameneinzel          | Herrendoppel                               | Damendoppel                                   | Mixed                             |
| --------- | ----------------- | -------------------- | ------------------------------------------ | --------------------------------------------- | --------------------------------- |
| 1956      | José da Silva     | Lezita Chaves        | José da Silva Aníbal Rebelo                | nicht ausgetragen                             | José da Silva Guida de Freitas    |
| 1957      | Joaquim Pereira   | Lezita Chaves        | Ramiro Correia Alberto Fernandes           | Alzira de Sousa Josefina Praça                | Alberto Fernandes Lezita Chaves   |
| 1958      | Ramiro Correia    | Lezita Chaves        | Ramiro Correia Pinto Alves                 | nicht ausgetragen                             | Orlando Coelmo Lezita Chaves      |
| 1959      | Ramiro Correia    | Isabel Cabral        | Ramiro Correia Jorge Gomez                 | nicht ausgetragen                             | Ramiro Correia Isabel Cabral      |
| 1960 1961 | nicht ausgetragen | nicht ausgetragen    | nicht ausgetragen                          | nicht ausgetragen                             | nicht ausgetragen                 |
| 1962      | Alegre dos Santos | Isabel Cabral        | Ramiro Correia Alegre dos Santos           | nicht ausgetragen                             | Jorge Gomez Isabel Cabral         |
| 1963      | Alegre dos Santos | Isabel Rocha         | Rui Damásio Mário Mateus                   | Emília Carneiro Maria José Guimarães          | José Azevedo Isabel Rocha         |
| 1964      | Alegre dos Santos | Isabel Rocha         | Fernando Pinto Pinto Alves                 | nicht ausgetragen                             | Alegre dos Santos Isabel Rocha    |
| 1965      | José Novais       | Isabel Rocha         | Rui Damásio Mário Mateus                   | Isabel Pinto Isabel Rocha                     | Fernando Pinto Peggy Brixhe       |
| 1966      | Alegre dos Santos | Isabel Rocha         | Fernando Pinto Pinto Alves                 | Conceição Felizardo Isabel Rocha              | Alegre dos Santos Isabel Rocha    |
| 1967      | José Bento        | Peggy Brixhe         | José Bento Marques da Costa                | Conceição Felizardo Isabel Rocha              | José Azevedo Isabel Rocha         |
| 1968      | José Bento        | Peggy Brixhe         | José Bento Marques da Costa                | Peggy Brixhe Isabel Salema                    | José Azevedo Isabel Rocha         |
| 1969      | José Bento        | Peggy Brixhe         | Alegre dos Santos Monge Dias               | nicht ausgetragen                             | José Azevedo Isabel Rocha         |
| 1970      | José Bento        | Isabel Rocha         | José Bento Marques da Costa                | nicht ausgetragen                             | José Bento Isabel Rocha           |
| 1971      | José Bento        | Peggy Brixhe         | José Bento Marques da Costa                | Peggy Brixhe Lavínia Pais                     | Pinto Alves Peggy Brixhe          |
| 1972      | José Bento        | Isabel Rocha         | José Bento Marques da Costa                | Isabel Rocha Isabel Pinto                     | José Bento Isabel Rocha           |
| 1973      | José Bento        | Isabel Rocha         | José Bento Marques da Costa                | Isabel Rocha Isabel Pinto                     | José Bento Isabel Rocha           |
| 1974      | José Bento        | Isabel Rocha         | José Bento Marques da Costa                | Margarida Cruz Isabel Cruz                    | José Bento Isabel Rocha           |
| 1975      | Luís Quinaz       | Isabel Rocha         | Francisco Lemos Guilherme Trindade         | Margarida Cruz Isabel Cruz                    | José Bento Isabel Rocha           |
| 1976      | João Brás         | Isabel Rocha         | José Bento Marques da Costa                | Isabel Rocha Ana Margarida                    | Guilherme Trindade Isabel Rocha   |
| 1977      | Monge Dias        | Isabel Rocha         | José Pessoa Cristiano Gaspar               | Helena Sousa Serafina Brandão                 | Jorge Cruz Ana Monteiro           |
| 1978      | José Bento        | Ana Monteiro         | José Bento Jorge Cruz                      | Margarida Cruz Isabel Cruz                    | Jorge Nogueira Teresa Leal        |
| 1979      | José Pessoa       | Margarida Cruz       | José Bento Jorge Cruz                      | Ana Monteiro Isabel Rocha                     | José Pessoa Isabel Rocha          |
| 1980      | António Crespo    | Margarida Cruz       | José Bento Jorge Cruz                      | Ana Monteiro Isabel Rocha                     | José Bento Ana Monteiro           |
| 1981      | António Crespo    | Margarida Cruz       | António Crespo Jorge Cruz                  | Margarida Cruz Isabel Crespo                  | José Bento Ana Monteiro           |
| 1982      | José Pedro        | Margarida Cruz       | Diamantino Pereira Jorge Azevedo           | Ana Monteiro Catarina Baptista                | Jorge Cruz Margarida Cruz         |
| 1983      | António Crespo    | Margarida Cruz       | Diamantino Pereira Jorge Azevedo           | Ana Monteiro Catarina Baptista                | Jorge Cruz Margarida Cruz         |
| 1984      | Jorge Azevedo     | Ana Monteiro         | Diamantino Pereira Jorge Azevedo           | Ana Monteiro Catarina Baptista                | José Brandão Rosário Cavaco       |
| 1985      | José Brandão      | Rosário Cavaco       | Paulo Raimundo Carlos Teixeira             | Rosário Cavaco Margarida Cruz                 | José Nascimento Paula Sousa       |
| 1986      | Jorge Santos      | Margarida Cruz       | Paulo Raimundo José Brandão                | Paula Sousa Margarida Cruz                    | José Nascimento Paula Sousa       |
| 1987      | Manuel Machado    | Margarida Cruz       | Duarte Anjo José Brandão                   | Ana Monteiro Catarina Baptista                | José Nascimento Catarina Baptista |
| 1988      | Jorge Azevedo     | Margarida Cruz       | Jorge Azevedo Diamantino Pereira           | Filipa Nesbitt Paula Queluz                   | Luís Nesbitt Filipa Nesbitt       |
| 1989      | Jorge Santos      | Maria José Gomes     | José Nascimento José Sim-Sim               | Maria José Gomes Zamy Gomes                   | José Nascimento Dina Rodrigues    |
| 1990      | Ricardo Fernandes | Alice Oliveira       | Ricardo Fernandes Marco Vasconcelos        | Maria José Gomes Zamy Gomes                   | Jose Sim-Sim Maria José Gomes     |
| 1991      | Ricardo Fernandes | Alice Oliveira       | Jorge Cação Fernando Silva                 | Maria José Gomes Zamy Gomes                   | Fernando Silva Sónia Lopes        |
| 1992      | Fernando Silva    | Helena Berimbau      | Jorge Cação Fernando Silva                 | Maria José Gomes Zamy Gomes                   | Fernando Silva Sónia Lopes        |
| 1993      | Ricardo Fernandes | Helena Berimbau      | Fernando Silva Ricardo Fernandes           | Maria José Gomes Zamy Gomes                   | Fernando Silva Sónia Lopes        |
| 1994      | Ricardo Fernandes | Ana Ferreira         | Fernando Silva Ricardo Fernandes           | Dina Rodrigues Helena Berimbau                | Fernando Silva Sónia Lopes        |
| 1995      | Ricardo Fernandes | Helena Berimbau      | Fernando Silva Ricardo Fernandes           | Ana Lopes Sónia Lopes                         | Fernando Silva Sónia Lopes        |
| 1996      | Fernando Silva    | Helena Berimbau      | Hugo Rodrigues Marco Vasconcelos           | Filipa Lamy Helena Bartolomeu                 | Hugo Rodrigues Ana Ferreira       |
| 1997      | Fernando Silva    | Filipa Lamy          | Fernando Silva Hugo Rodrigues              | Filipa Lamy Helena Bartolomeu                 | Hugo Rodrigues Ana Ferreira       |
| 1998      | Fernando Silva    | Filipa Lamy          | Fernando Silva Hugo Rodrigues              | Filipa Lamy Helena Bartolomeu                 | Hugo Rodrigues Ana Ferreira       |
| 1999      | Fernando Silva    | Francys Pereira      | Fernando Silva Hugo Rodrigues              | Filipa Lamy Telma Santos                      | Hugo Rodrigues Ana Ferreira       |
| 2000      | Marco Vasconcelos | Filipa Lamy          | Hugo Rodrigues Marco Vasconcelos           | Ana Ferreira Helena Berimbau                  | Hugo Rodrigues Ana Ferreira       |
| 2001      | Marco Vasconcelos | Telma Santos         | Hugo Rodrigues Marco Vasconcelos           | Filipa Lamy Telma Santos                      | Hugo Rodrigues Helena Berimbau    |
| 2002      | Marco Vasconcelos | Telma Santos         | Hugo Rodrigues Marco Vasconcelos           | Filipa Lamy Telma Santos                      | Fernando Silva Filipa Lamy        |
| 2003      | Marco Vasconcelos | Telma Santos         | Fernando Silva Ricardo Fernandes           | Telma Santos Vânia Leça                       | Fernando Silva Vânia Leça         |
| 2004      | Marco Vasconcelos | Filipa Lamy          | Hugo Rodrigues Marco Vasconcelos           | Telma Santos Vânia Leça                       | Alexandre Paixão Filipa Lamy      |
| 2005      | Marco Vasconcelos | Telma Santos         | Hugo Rodrigues Marco Vasconcelos           | Filipa Lamy Tânia Faria                       | Alexandre Paixão Filipa Lamy      |
| 2006      | Alexandre Paixão  | Telma Santos         | Alexandre Paixão Marco Vasconcelos         | Telma Santos Vânia Leça                       | Alexandre Paixão Filipa Lamy      |
| 2007      | Alexandre Paixão  | Telma Santos         | Fernando Silva Hugo Rodrigues              | Telma Santos Vânia Leça                       | Hugo Rodrigues Vânia Leça         |
| 2008      | Fernando Silva    | Telma Santos         | Fernando Silva Hugo Rodrigues              | Cláudia Figueira Dalila Belém                 | Hugo Rodrigues Telma Santos       |
| 2009      | Pedro Martins     | Telma Santos         | Alexandre Paixão Gil Martins               | Filipa Lamy Vânia Leça                        | Hugo Rodrigues Telma Santos       |
| 2010      | Nuno Santos       | Telma Santos         | Alexandre Paixão Gil Martins               | Ana Moura Ana Reis                            | Hugo Rodrigues Telma Santos       |
| 2011      | Pedro Martins     | Ana Moura            | Alexandre Paixão Gil Martins               | Filipa Lamy Vânia Leça                        | Alexandre Paixão Vânia Leça       |
| 2012      | Pedro Martins     | Telma Santos         | Fernando Silva Hugo Rodrigues              | Filipa Lamy Vânia Leça                        | Pedro Martins Ana Moura           |
| 2013      | Pedro Martins     | Telma Santos         | Fernando Silva Hugo Rodrigues              | Telma Santos Ana Moura                        | Pedro Martins Ana Moura           |
| 2014      | Pedro Martins     | Telma Santos         | Fernando Silva Hugo Rodrigues              | Ana Moura Sofia Setim                         | Fernando Silva Daniela Conceição  |
| 2015      | Pedro Martins     | Sónia Gonçalves      | Bruno Carvalho Tomás Nero                  | Daniela Conceição Catarina Cristina           | Fernando Silva Daniela Conceição  |
| 2016      | Pedro Martins     | Sónia Gonçalves      | Fernando Silva Hugo Rodrigues              | Adriana F. Gonçalves Sónia Gonçalves          | Bernardo Atilano Mariana Chang    |
| 2017      | Bernardo Atilano  | Helena Pestana       | Bruno Carvalho Tomás Nero                  | Sofia Setim Helena Pestana                    | Tomás Nero Ana Reis               |
| 2018      | Bernardo Atilano  | Sofia Setim          | Bruno Carvalho Tomás Nero                  | Adriana F. Gonçalves Sónia Gonçalves          | Bernardo Atilano Mariana Chang    |
| 2019      | Bernardo Atilano  | Sónia Gonçalves      | Bruno Carvalho Tomás Nero                  | Joana Lopes Mariana Chang                     | Bernardo Atilano Mariana Chang    |
| 2020      | Bernardo Atilano  | Sónia Gonçalves      | Bruno Carvalho Tomás Nero                  | Adriana F. Gonçalves Sónia Gonçalves          | Bernardo Atilano Mariana Chang    |
| 2021      | Bernardo Atilano  | Adriana F. Gonçalves | Tomás Nero Bruno Carvalho                  | Adriana F. Gonçalves Sónia Gonçalves          | Tomás Nero Beatriz Roberto        |
| 2022      | Bernardo Atilano  | Sónia Gonçalves      | Tomás Nero Bruno Carvalho                  | Adriana F. Gonçalves Sónia Gonçalves          | Tomás Nero Beatriz Roberto        |
| 2023      | Bernardo Atilano  | Madalena Fortunato   | Tomás Pereira Nero Bruno Sequeira Carvalho | Adriana Cunha Gonçalves Sónia Cunha Gonçalves | Bernardo Atilano Mariana Chang    |
| 2024      | Tiago Berenguer   | Madalena Fortunato   | Gabriel Enzo Rodrigues Diogo Glória        | Adriana Cunha Gonçalves Sónia Cunha Gonçalves | David Silva Marta Andrade E Sousa |